# Loire 210
Le Loire 210 était un hydravion monoplace de combat français à ailes repliables conçu par Loire Aviation pour la marine nationale française. À la suite de plusieurs accidents, dus semble-t-il à une défaillance de structure, dès sa mise en service en 1939, les exemplaires restant furent retirés.
Il était catapultable, et muni d'un moteur Hispano-Suiza de 980 ch. Seuls 19 exemplaires furent construits.